# 子安・氷上のゲムドラナイト
『子安・氷上のゲムドラナイト』（こやす・ひかみのゲムドラナイト）は、TBSラジオ他3局で1996年10月から2001年10月まで放送されたラジオ番組（アニラジ）。
2001年10月に『子安・氷上のゲムドラA』にリニューアルし、2002年まで放送された。

## 概要
前半は、都内某所にあるゲームミュージック専門のクラブ「club-G」で収録しているという設定を生かし、ゲーム音楽が流された。 
後半はラジオドラマパートで、最後に2種類の次回予告を流し、リスナーの投票によりその後の展開を決める形式になっていた。ラジオドラマ放送の次月には、未放送分を含むドラマCDが発売された。

## 放送局
ネット局は1997年4月から開始。
- TBSラジオ 日曜日 24:30〜25:00（1998年9月改変までは25:00-25:30）
- 北海道放送 日曜日 25:00〜25:30
- 毎日放送 日曜日 24:00〜24:30（1997年9月改変までは21:25-21:55であるが、野球中継延長時は放送時間を繰り下げ。）
- RKB毎日放送 日曜日 24:40〜25:10